# Michelsberg (Eifel)

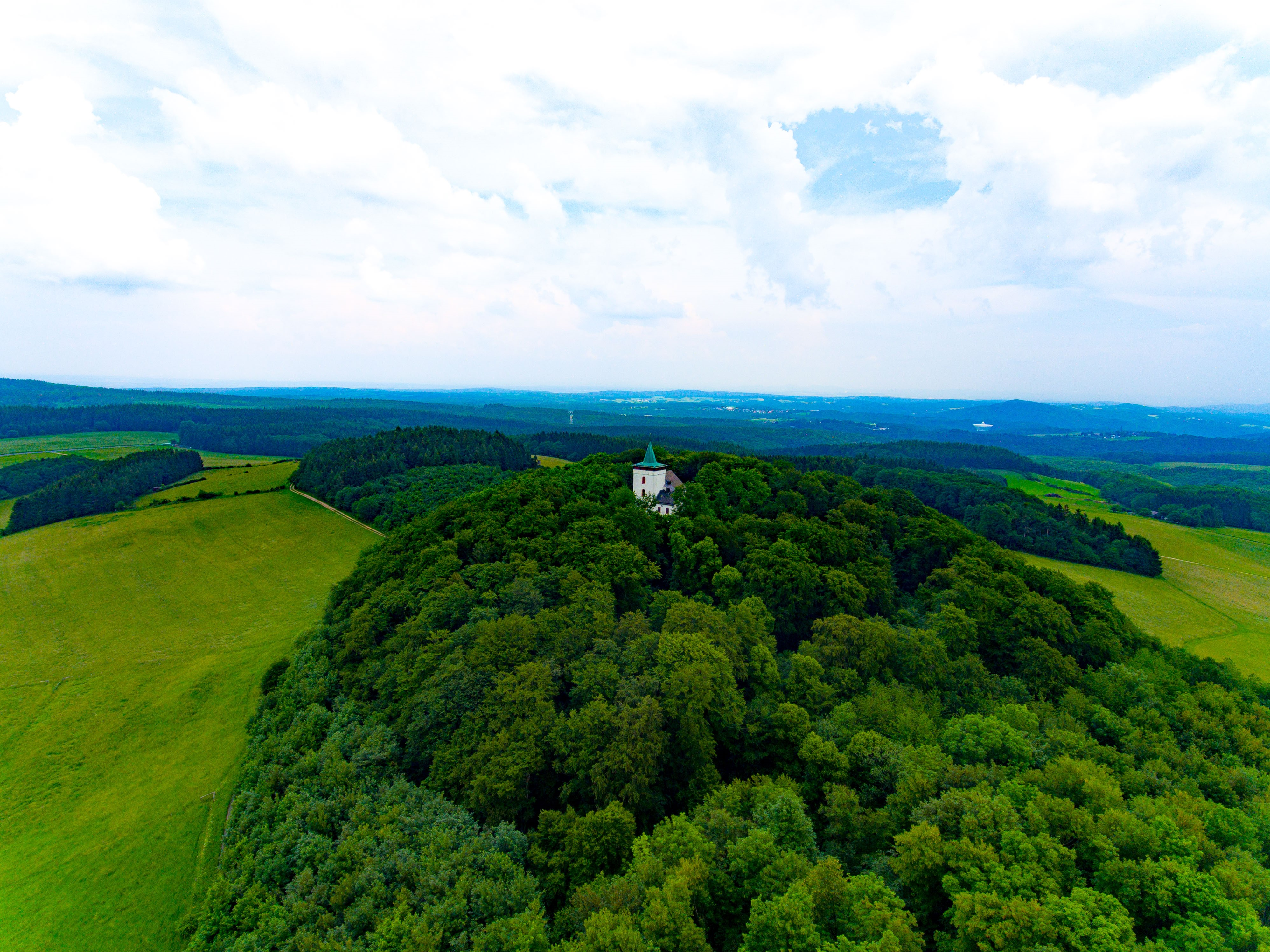
Luftaufnahme des Michelsbergs

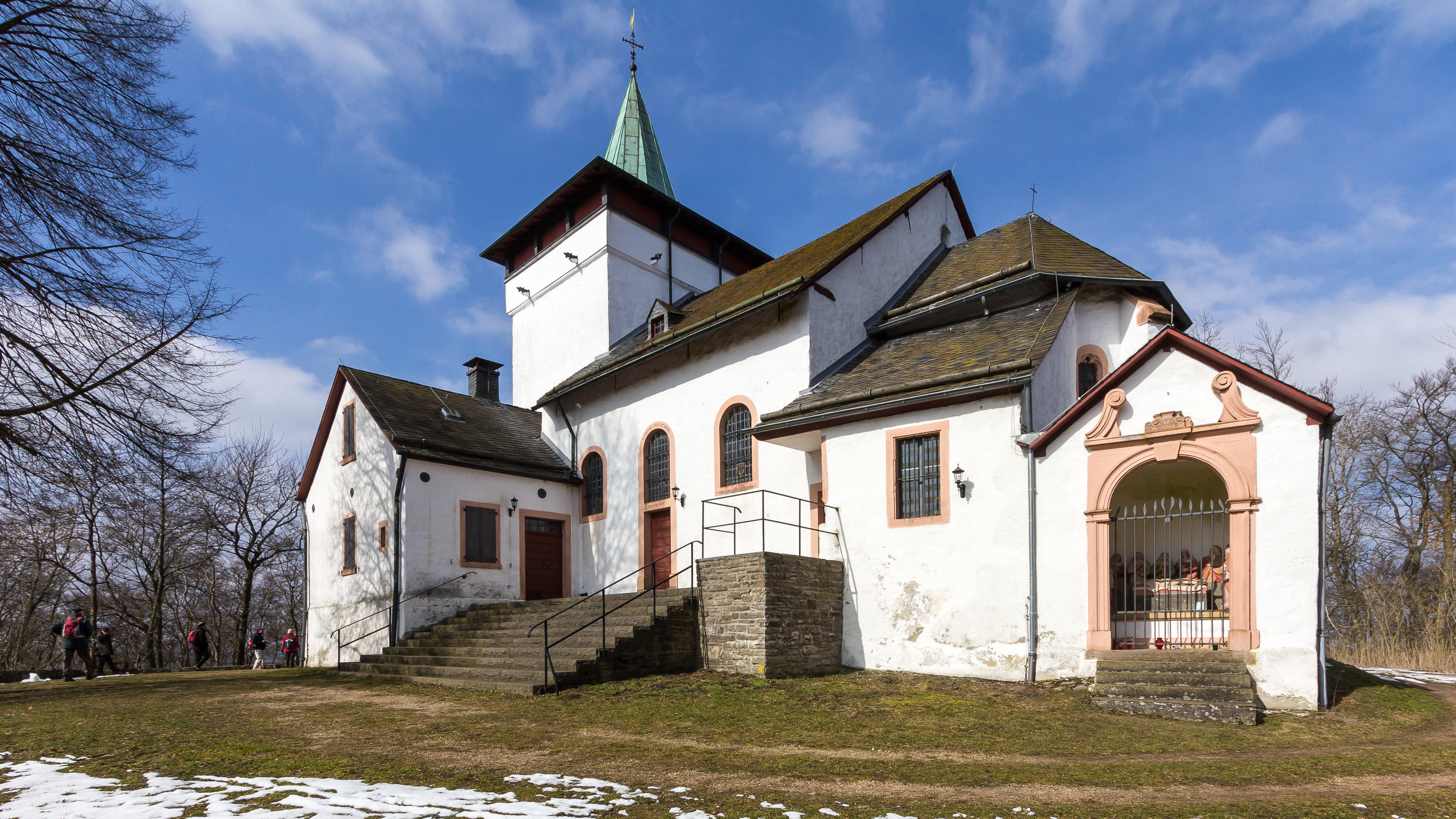
Kapelle St. Michael auf dem Gipfel des Michelsberges

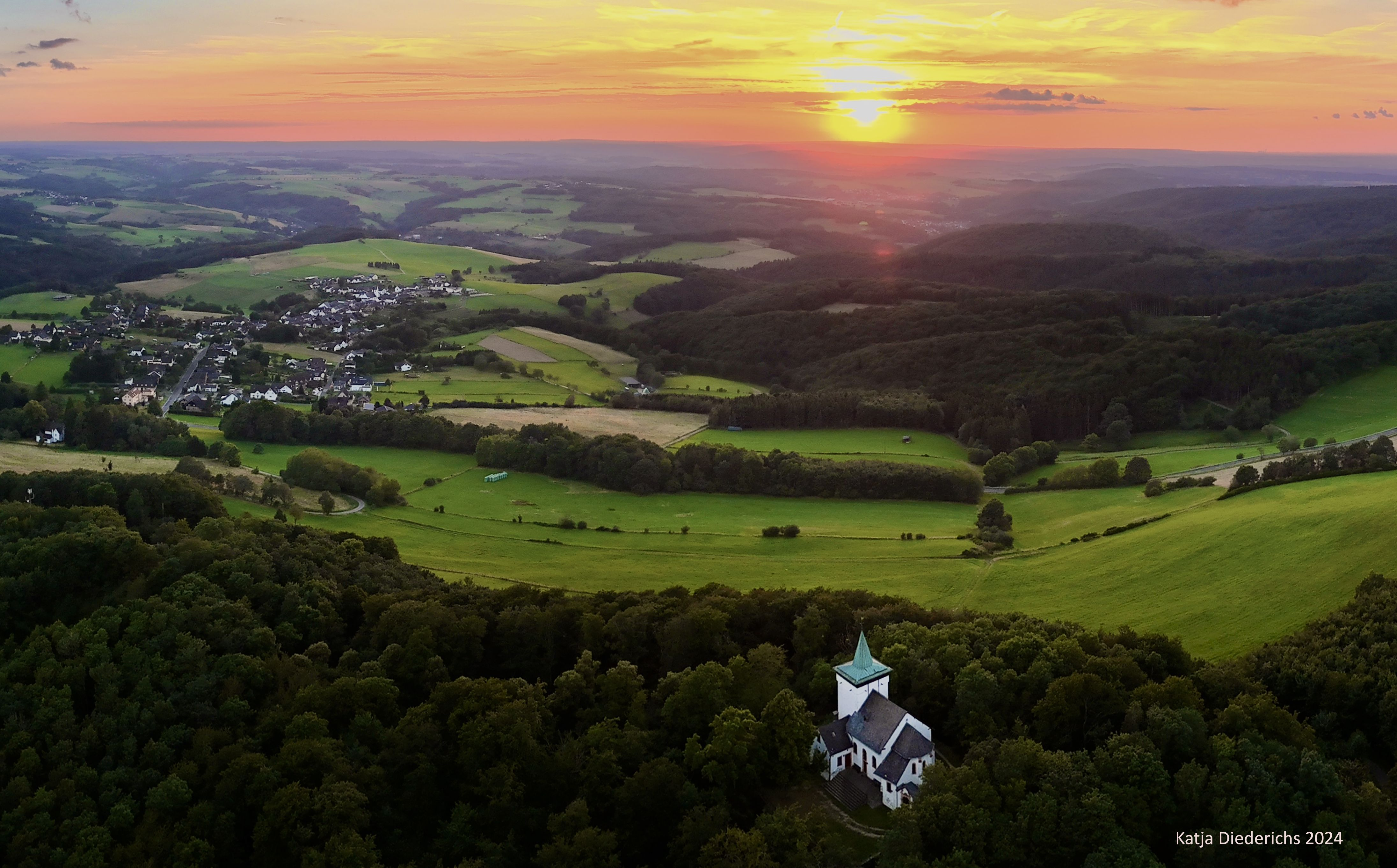
Michelsberg, Wallfahrtskapelle St. Michael mit Blick auf Mahlberg bei Sonnenuntergang

Der Michelsberg ist mit 586,1 m ü. NHN die höchste Erhebung im Stadtgebiet von Bad Münstereifel im nordrhein-westfälischen Kreis Euskirchen. Der beim Stadtteil Mahlberg gelegene Berg gehört zum Eifelteil Ahrgebirge in der Ahreifel, dessen zweithöchste Erhebung er ist.

## Geographie

### Lage
Der Michelsberg erhebt sich am Nordwestrand des Ahrgebirges im Naturpark Hohes Venn-Eifel. Sein Gipfel liegt 1,2 km ostnordöstlich des Ortskerns von Mahlberg, das sich bis auf die Südwestflanke des Berges erstreckt, und 1,5 km westnordwestlich von Reckerscheid. Etwas entfernt liegt im Süden das Dorf Esch mit seiner Ortslage Wasserscheide. Alle genannten Ortschaften gehören zu Bad Münstereifel.

### Naturräumliche Zuordnung
Der Michelsberg liegt in der naturräumlichen Haupteinheitengruppe Osteifel (Nr. 27) auf der Grenze der südlichen Untereinheit Nördliches Ahrbergland (272.1), die zur Haupteinheit Ahreifel (272) gehört, zur nördlichen Untereinheit Münstereifeler Wald (274.1), die zur Haupteinheit Münstereifeler Wald und Nordöstlicher Eifelfuß (274) zählt. Die Westflanke des Berges fällt in die Untereinheit Münstereifeler Tal (274.0) ab.

### Berghöhe und Höhenlage
Der Michelsberg ist laut einem auf der Deutschen Grundkarte verzeichneten trigonometrischen Punkt 586,1 m hoch. Sein Gipfel, dessen Höhe auch mit 588 m angegeben wird, befindet sich auf der mittleren von drei Kuppen. Von der Hauptkuppe leitet die Landschaft über eine 564,6 m hoch gelegene Scharte zur auch Hohberg (574,5 m) genannten Nordkuppe über, und im Südwesten schließt sich eine 573,5 m hohe Kuppe an. In topographischen Karten des Bundesamts für Naturschutz ist auf der Gipfelregion eine 566,1 m hohe Stelle zu finden.

### Fließgewässer und Wasserscheide
Über den Michelsberg verläuft die Wasserscheide von Ahr und Erft. Zu den Fließgewässern, die auf oder nahe dem Berg entspringen, gehören im Westen der Schußbach, dessen Wasser durch den nordnordwestlich des Berges quellenden Waldbach nordwestwärts die Erft erreicht. Direkt in die Erft fließt in derselben Richtung der im Süden entspringende Krumesbach. Die nahe bei dessen Quelle beginnenden Bäche Escher Bach (Trinkpützsiefen) und Lamersbach vereinigen sich an der Schmelz mit dem Brobach aus Hummerzheim zum Buchholzbach und schicken ihr Wasser durch den Armuthsbach südsüdostwärts in die Ahr. Auch dorthin fließt südostwärts der nördlich des Berges quellende Liersbach (Rosensiefen).

## Geschichte
Bereits in der Frühzeit lebten Menschen als Jäger und Sammler auf und um den Michelsberg, was zahlreiche Artefaktfunde (Mikrolithen usw.) belegen. Archäologen datieren diese in die Mittelsteinzeit (9.600 bis 5.500/4.500 v. Chr.). Die Artefakte sind größtenteils im Hürten-Museum in Bad Münstereifel ausgestellt. In keltischer, römischer und germanischer Zeit war der Berg eine heidnische Kult- und Gerichtsstätte, wie der ursprüngliche Name Mahlberg bezeugt. Bis etwa 800 n. Chr. gab es hier Opferfeuer. Nach der Christianisierung ging der heidnische Name auf den nahegelegenen Ort Mahlberg über, während der Berg nun dem Erzengel Michael als Beschützer der Christenheit geweiht wurde.
Auf der Südwestflanke des Berges steht ein Sendemast/-turm und nebenan ein Wasserbehälter.

## Wallfahrt
Der Michelsberg ist seit vielen Jahrhunderten Ziel von Pilgern, die sich zur traditionellen Wallfahrt alljährlich am 29. September einfinden. Über einen Kreuzweg gelangt man zur auf dem Gipfel stehenden katholischen Kapelle St. Michael.

## Schutzgebiete
Auf dem Michelsberg liegen Teile des Landschaftsschutzgebiets (LSG) Mutscheider Hochfläche (CDDA-Nr. 555558861; 2008 ausgewiesen; 48,9083 km² groß). Bis auf seine Flanken reichen solche des LSG Fließgewässer, Auen und Hangbereiche im Bad Münstereifeler Tal (CDDA-Nr. 555558740; 2008; 3,5523 km²).

## Wandern, Verkehr, Freizeit
Der Michelsberg ist oft Ziel von Wanderern und auch bei Schnee beliebtes Ausflugsziel, da die Wiesenhänge ideal zum Rodeln und die Wege in der näheren Umgebung des Bergs für Skilanglauf geeignet sind. Westlich am Berg vorbei verläuft die Landesstraße 113 (Mahlberg–Scheuerheck) und südöstlich die Kreisstraße 50 (Mahlberg–Reckerscheid).
Von der Aussichtsplattform des Kapellenturms bietet sich eine eindrucksvolle Rundumsicht zum Siebengebirge, zu den Basaltkuppen der Hohen Acht, des Hochthürmerbergs und Arembergs sowie zur Schneifel und Rureifel. Bei guter Sicht sind sogar die Türme des etwa 50 km entfernten Kölner Doms zu erkennen.